# Santo Stefano in Aspromonte
Santo Stefano in Aspromonte est une commune de la province de Reggio de Calabre, dans la région Calabre, en Italie.

## Administration
| Période                                  | Période  | Identité        | Étiquette | Qualité |
| ---------------------------------------- | -------- | --------------- | --------- | ------- |
| 5 avril 2005                             | En cours | Michele Zoccali |           |         |
| Les données manquantes sont à compléter. |          |                 |           |         |

### Hameaux
Gambarie, Mannoli.

### Communes limitrophes
Laganadi, Roccaforte del Greco, San Roberto, Sant'Alessio in Aspromonte, Scilla.

## Personnalités liées
- Domenico Romeo, patriote italien.
- Giannandrea Romeo, patriote italien et frère aîné du précédent.
- Giuseppe Musolino, brigand de l'Aspromonte.
- Rhys Coiro, acteur américain.